# Jail Bait
Jail Bait er en amerikansk film fra 1954, skrevet af Alex Gordon og filmens instruktør Edward D. Wood Jr., og den adskiller sig fra Ed Woods andre produktioner ved faktisk at have en nogenlunde realistisk handling og ved at forsøge at klassificere sig selv som film noir.

## Handling
Gangsteren og morderen Vic Brady (Timothy Farrell) introducerer den unge Don Gregor (Clancy Malone) til en Verden af kriminalitet. Sammen bryder de ind i et teater. Vic skyder efter billetdamen og Don skyder, i panik, nattevagten (Bud Osborne), da denne ikke vil udlevere kassebeholdningen. 
I mellemtiden er Marilyn Gregor (Dolores Fuller) blevet urolig for sin bror, Don, der har det med at rode sig i ud i situationer, han ikke kan overskue – og da hun opdager at faderens revolver er væk bliver hun for alvor bange. 
I panik flygter Vic og Don fra teateret og hjem. Desværre har Don så mange samvittighedskvaler over det, han har gjort, at han vil melde sig selv til politiet. Det vil Vic ikke høre tale om og skyder Don. Vics kæreste (Theodora Thurman) forsøger at overtale ham til at rejse væk sammen med hende, men Vic vil først slå en handel af med Dons familie, der endnu ikke aner, at Don er død. Dons far, Dr. Boris Gregor (Herbert Rawlinson), er plastikkirurg, og Vic øjner chancen for, som "løsesum", at få Boris Gregor til at ændre hans udseende, så Vic kan undgå sin straf, men da Boris (efter at have tilkaldt politiet hjemmefra) ved et tilfælde finder Dons lig i Vics hjem, hvor han og Marilyn er blevet beordret hen og foretage den plastiske operation, tager han en grusom hævn: Han ændrer skam Vics ansigt – til DONS! Og politiet skyder ham ned, da han i rædsel forsøger at flygte fra sit hjem, i den tro at han har myrdet billetmanden.

## Medvirkende
- Lyle Talbot: Inspektør Johns
- Dolores Fuller: Marilyn Gregor
- Herbert Rawlinson: Doktor Boris Gregor
- Steve Reeves: Politiløjtnant Bob Lawrence
- Clancy Malone: Don Gregor
- Timothy Farrell: Vic Brady
- Theodora Thurman: Loretta
- Bud Osborne: Paul McKenna, nattevagt
- Mona McKinnon: Frøken Willis
- Don Nagel: Detektiv Davis
- John Robert Martin: Detektiv McCall
- La Vada Simmons: Frøken Lytell
- Regina Claire: Avis-reporter
- John Avery: Politilæge
- Henry Bederski: Suspekt person hos politiet (ukrediteret)
- Conrad Brooks: Retsmediciner / fotograf (ukrediteret)
- Ted Brooks: Politimand (ukrediteret)
- Chick Watts: Natklub-performer (ukrediteret)
- Cotton Watts: Natklub-performer (ukrediteret)
- Edward D. Wood Jr.: Radioavis-annoncør (ukrediteret)

## Eksterne Henvisninger
- Jail Bait på Internet Movie Database (engelsk)
- Jail Bait på Filmdatabasen
- Jail Bait i Svensk Filmdatabas (svensk)
- Jail Bait på AlloCiné (fransk)
- Jail Bait på MovieMeter (nederlandsk)
- Jail Bait på AllMovie (engelsk)
- Jail Bait hos American Film Institute (engelsk)
- Jail Bait på Turner Classic Movies (engelsk)
- Jail Bait på The Movie Database (engelsk)
- Jail Bait på Rotten Tomatoes (engelsk)